# Quantenpunktlaser
Ein Quantenpunktlaser ist ein Halbleiterlaser mit Quantenpunkten als optisch aktivem Medium anstelle der üblichen Quantenfilme. Ausgenutzt wird die hohe Dichte der Energiezustände freier Ladungsträger bei Reduzierung der Dimensionalität.

## Aufbau eines Halbleiterlasers

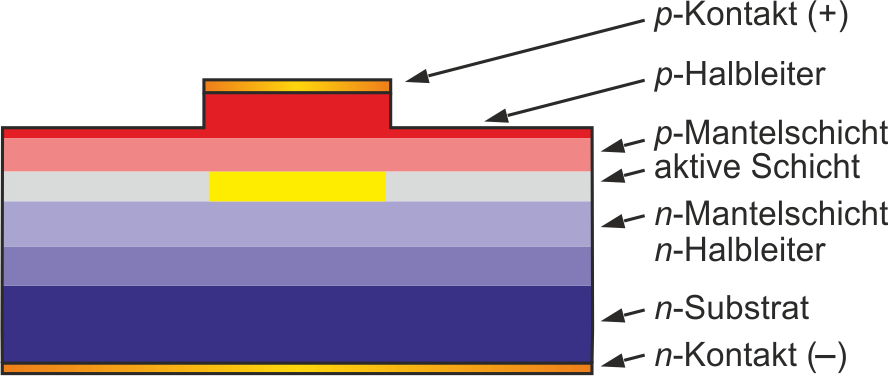
Laserstruktur: Schichten eines Halbleiterlasers mit optisch aktiven Quantenpunkten oder Quantenfilmen, umgeben von Mantelschichten für die vertikale Führung der optischen Welle; lateral wird die Welle durch die Stegstruktur geführt

Ein Halbleiterlaser ist eine Diode aus einem n-dotierten Halbleiter (n-Halbleiter, mit Elektronen als beweglichen Ladungsträgern im Leitungsband) und einem p-dotierten Halbleiter (mit Löchern, d. h. Bindungslücken, als beweglichen Ladungsträgern im Valenzband). Der optisch aktive Bereich zwischen diesen beiden Schichten besteht üblicherweise aus einem (oder mehreren) Quantenfilm(en), eingefasst von zwei Mantelschichten, siehe Bild Laserstruktur.
Die ersten Halbleiterlaser der 1960er Jahre waren einfache Dioden mit einem direkten Kontakt zwischen n-Halbleiter und p-Halbleiter. Ihr Wirkungsgrad für die Umwandlung von elektrischer Energie in die Energie der optischen Laserstrahlung war außerordentlich gering, und die Stromdichte zum Erreichen der Laserschwelle war sehr hoch.
Moderne Halbleiterlaser nutzen Quanteneffekte, um den Wirkungsgrad drastisch zu steigern und die Schwellstromdichte (oder Schwellenstromdichte) entsprechend zu senken. Hierfür wird zwischen dem n- und dem p-Halbleiter eine Schicht eingefügt, in der die elektrischen Ladungsträger sich nicht mehr in alle drei Raumrichtungen frei bewegen können. Bei einem Quantenfilm wird die Dimensionalität von 3D (dreidimensional) zu 2D reduziert: Die Ladungsträger können sich nur noch in der Schicht des Quantenfilms frei bewegen. Beim Quantenpunkt liegt eine Reduktion auf 0D vor: Alle Bewegungsrichtungen sind eingeschränkt, die Ladungsträger werden räumlich lokalisiert. Zusätzlich wird im Laser die aktive 2D- oder 0D-Schicht von Mantelschichten mit einem kleineren optischen Brechungsindex n umgeben, um die optische Welle (die Laserstrahlung) in der aktiven Schicht vertikal zu führen (Effekt wie bei einer Telekom-Glasfaser); für die laterale (horizontale) Führung wird unter dem p-Kontakt ein Steg geätzt.

## Effekt der Dimensionsreduktion

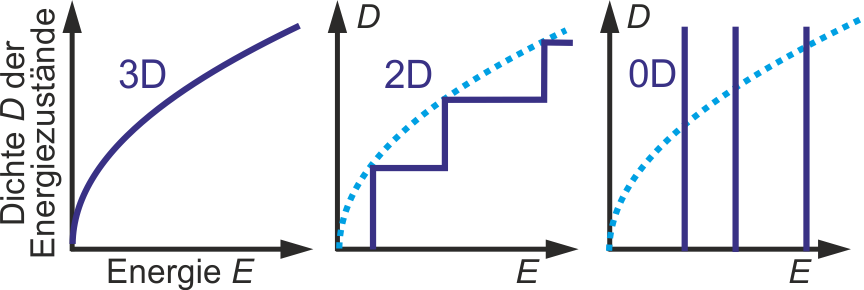
Quantisierung: Energiedichte von Ladungsträgern in leitfähigen Festkörpern unterschiedlicher Dimensionen: Volumen (3D), Quantenfilme (2D), Quantenpunkte (0D)

Wird die Dimensionalität eines leitfähigen Festkörpers auf die Größenskala der de-Broglie-Wellenlänge der beweglichen Ladungsträger reduziert (typischer Bereich 10 nm), sind deren Energiezustände in Richtung der Einschränkung nicht mehr kontinuierlich; die Ladungsträger können in dieser Richtung nur noch feste (diskrete) Energiezustände annehmen. Dabei ändert sich die Dichte D der Energiezustände sehr deutlich. Für freie Ladungsträger (3D) hängt die Energie {\displaystyle E} quadratisch von der Geschwindigkeit {\displaystyle v} der Ladungsträger ab ({\displaystyle E\propto v^{2}}); die Dichte D der besetzbaren Energiezustände hängt dann wurzelförmig von E ab, siehe Bild Quantisierung. Nahe dem Grundzustand (bei kleinen Energien) ist die Dichte D daher sehr gering. Im Quantenfilm (2D) ist sie stufenförmig, hat also im Grundzustand (bei E = 0) bereits einen endlich hohen Wert. In einem Ensemble ideal gleicher Quantenpunkte wird sie unendlich hoch. Ferner existieren durch den Einschluss in allen drei Raumdimensionen nur noch diskrete Zustände, die ein Ladungsträger besetzen kann (wie in Atomen). Quantenpunkte werden daher auch als künstliche Atome bezeichnet. Die einzelnen Energien hängen für jede Raumrichtung von der Abmessung L des Einschlusses ab ({\displaystyle E\propto 1/L^{2}}); das Energiespektrum kann daher durch Variation der Quantenpunkt-Abmessungen {\displaystyle L_{x},L_{y},L_{z}} (und der chemischen Zusammensetzung) gezielt eingestellt werden.

## Vorteile eines Quantenpunktlasers
Die Nutzung der Quantisierung der nulldimensionalen Quantenpunkte in der aktiven Schicht eines Halbleiterlasers führt zu einigen vorteilhaften Lasereigenschaften.
- Kleine Schwellstromdichte: Die Zahl der besetzbaren Zustände in einem Ensemble von Quantenpunkten ist sehr viel kleiner als in einem Quantenfilm. Diese Zustände sind in einer aktiven Quantenpunktschicht bereits bei recht geringer Zuführung von Ladungsträgern (Elektronen vom n-Bereich und Löchern vom p-Bereich) gefüllt, sodass die Laserschwelle (oberhalb der die Laserstrahlung einsetzt) bereits bei kleinen Stromdichten erreicht wird.[5]
- Hoher Materialgewinn: Ein sehr hoher optischer Materialgewinn von Quantenpunktensemblen beruht einerseits auf der hohen Dichte der Energiezustände (0D-Quantisierung), andererseits führt der Einschluss von Elektronen und Löchern in Quantenpunkten zu einer starken Überlappung ihrer Wellenfunktionen und damit zu einer hohen Rekombinationsrate (die das Licht erzeugt).
- Geringe Temperaturabhängigkeit: Die Schwellstromdichte üblicher Quantenfilmlaser nimmt mit steigender Temperatur exponentiell zu, da die Ladungsträger sich zunehmend auf einen großen Energiebereich verteilen. Dies ist bei Quantenpunkten mit ihrem diskreten Energiespektrum (Bild Quantisierung) nicht möglich. Bei genügend kleinen Quantenpunkten reicht die thermische Energie nicht für eine Besetzung des ersten angeregten Zustands über dem Grundzustandsniveau. Die Laserschwelle eines Ensembles gleicher Quantenpunkte mit hohen Energiebarrieren zur umgebenden Matrix ist dann vollkommen unabhängig von der Temperatur.
- Einstellbare Laserwellenlänge: Die Emissionswellenlänge eines Quantenpunkts hängt von seiner räumlichen Größe ({\displaystyle L_{x},L_{y},L_{z}}) ab. Dies kann in der Epitaxie der Quantenpunkte in einem gewissen Bereich eingestellt werden. Eine zusätzliche Einstellmöglichkeit bietet die Wahl der Quantenpunktzusammensetzung und des umgebenden Materials. So kann bei Indiumgalliumarsenid-Quantenpunkten (InxGa1-xAs) die Zusammensetzung x variiert werden; auch die Aluminiumgalliumarsenid- (AlxGa1-xAs-)Umgebung („Matrix“) kann variiert werden.

## Limits realer Quantenpunktlaser
Die vorteilhaften Eigenschaften idealer Quantenpunkte für einen Laser werden bei realen Quantenpunktlasern nur zum Teil erreicht. Ein Ensemble realer Quantenpunkte hat eine signifikante Variation der Größen und damit auch der Emissionsenergien; die Dichte der Energiezustände (Bild Quantisierung) ist dann inhomogen verbreitert. Zudem sind die Barrieren für den Einschluss der Ladungsträger nur endlich hoch; eingefangene Ladungsträger im Quantenpunkt können dadurch wieder entweichen, bevor sie strahlend rekombinieren.
- Schwellstromdichte: Die Laserschwelle einer einzelnen aktiven Quantenpunktschicht ist tatsächlich sehr niedrig. Allerdings ist auch die emittierte Laserleistung sehr gering. Um sie zu erhöhen, werden (wie bei Quantenfilmlasern) mehrere Quantenpunktschichten gestapelt. Da sie alle mit Ladungsträgern gefüllt werden müssen, steigt dabei die Schwelle entsprechend wieder an. Zudem tragen Schichten am „Rand“ der optischen Welle nur wenig zum optischen Gewinn bei. Als Resultat haben Quantenpunktlaser lediglich eine etwas geringere Schwellstromdichte als Quantenfilmlaser entsprechender Leistung.

- Temperaturabhängigkeit: Da die Energiebarriere von einem Quantenpunkt zum umgebenden Matrixmaterial nur endlich hoch ist, muss bei steigender Temperatur das thermisch induzierte zunehmende Entweichen von Ladungsträgern aus dem Quantenpunkt durch erhöhte Stromzufuhr kompensiert werden. Zudem ist auch eine gewisse Besetzung des ersten angeregten Zustands möglich, dessen Rekombinationsemission nicht zur Laserstrahlung beiträgt. Experimentell wird dennoch eine deutlich geringere Temperaturabhängigkeit als bei Quantenfilmlasern beobachtet.
- Materialgewinn: Obwohl der Materialgewinn von Quantenpunkten sehr hoch ist, ist der resultierende modale Gewinn, der die optische Verstärkung der Laserstrahlung darstellt, meist nicht viel größer als der von Quantenfilmlasern. Ursache ist der sehr kleine optische Einschlussfaktor {\displaystyle \Gamma } (Gamma) eines Quantenpunktlasers. Die einzelnen Quantenpunkte haben einen gewissen Abstand, der nicht zum Gewinn beiträgt, und nur eine geringe Höhe; dies reduziert die durch {\displaystyle \Gamma } ausgedrückten Überlappung mit der optischen Welle sehr deutlich.

Die Laserschwelle ist erreicht, wenn der optische Gewinn {\displaystyle g_{\mathrm {modal} }} für den Durchlauf einer Lichtwelle („Lasermode“) durch den Laser gerade im Gleichgewicht mit den optischen Verlusten ist; diese setzten sich aus internen Verlusten des Materials {\displaystyle \alpha _{\mathrm {intern} }} und den Verlusten an den Spiegeln der Laserfacetten {\displaystyle \alpha _{\mathrm {Spiegel} }} zusammen (zu dem Verlust zählt hier auch die Strahlung aus dem Laser). Der modale Gewinn {\displaystyle g_{\mathrm {modal} }} folgt zudem aus dem intrinsischen Materialgewinn {\displaystyle g_{\mathrm {Material} }} für das Material der optisch aktiven Schicht, multipliziert mit dem optischen Einschlussfaktor {\displaystyle \Gamma }:
{\displaystyle g_{\mathrm {modal} }=\alpha _{\mathrm {intern} }+\alpha _{\mathrm {Spiegel} }=\Gamma \;g_{\mathrm {Material} }} an der Laserschwelle.
Der Einschlussfaktor {\displaystyle \Gamma } stellt die Überlappung der optischen Welle im Laser mit dem optisch aktiven Bereich dar. Der sehr kleine {\displaystyle \Gamma }-Faktor kompensiert daher weitgehend den sehr großen Materialgewinn der Quantenpunkte.
Trotz der besonderen Eigenschaften von Quantenpunkten sind sie bei Anwendungen in Lasern wegen solcher Limitierungen nur wenig verbreitet; kommerzielle Halbleiterlaser nutzen weitaus überwiegend Quantenfilme in der aktiven Schicht.